# Fernaldo Di Giammatteo
Fernaldo Di Giammatteo (Torino, 15 novembre 1922 – Bologna, 30 gennaio 2005) è stato un critico cinematografico e storico italiano.

## Biografia
Dopo aver passato la seconda guerra mondiale nell'esercito italiano, poi prigioniero dei tedeschi e infine partigiano con gli azionisti, collabora prima con la Gazzetta del Popolo e dal 1946 è cronista per il quotidiano La Stampa. Nel 1947 pubblica il suo primo libro, l'antologia Essenza del film (Torino, Il dramma-SET).
Nel 1951 comincia a curare per la RAI una serie di trasmissioni, sia radiofoniche che televisive, sul cinema, fra cui Ritratto d'attore e Cinelandia. Nel 1952 fonda a Torino, con Giovanni Conso, la rivista Rassegna del film. Collabora anche a Bianco e nero, la rivista del Centro Sperimentale di Cinematografia sotto la direzione di Luigi Chiarini, e Il ponte. Dal 1958 al 1967 progetta e coordina i primi sette volumi del Filmlexicon degli autori e delle opere. Nel 1966 comincia a collaborare con la Rivista del cinematografo. Nel 1969 è vicepresidente del Centro Sperimentale di Cinematografia.
Dal 1971 al 1975, coordina con Floris Luigi Ammannati e Roberto Rossellini numeri monografici di Bianco e Nero. Nel gennaio del 1974 fonda la collana di monografie su registi Il Castoro Cinema (La Nuova Italia), rimanendone direttore fino al 2002.
Negli anni ottanta collabora con numerose riviste (fra cui Cult Movie e Segnocinema). Dal 1982 al 1993 è direttore della Mediateca Regionale Toscana, da lui stesso fondata. Nel 1984 pubblica il Dizionario universale del cinema (Editori Riuniti), poi più volte aggiornato e ritenuto un contributo storico fondamentale.

## Opere
- Essenza del film, Ed. Il Dramma, Torino, 1947
- Ingmar Bergman, un ribelle ai margini dell'Europa, Centro sperimentale di cinematografia, Roma, 1956
- Come nasce un film, Edizioni Radio Italiana, Torino, 1957
- Cinema e costume, ERI, Torino, 1960
- Michelangelo Antonioni, con Giorgio Tinazzi, Centro cinematografico degli studenti dell'Università, Padova, 1962
- Cinema per un anno, Marsilio, Padova, 1963
- Stanley Kubrick: il sadismo come ideologia, La Nuova Italia, Firenze, 1965
- Cinema e televisione, ERI, Torino, 1968
- Televisione potere riforma, Per Carlo Muscetta, La Nuova Italia, Firenze, 1974
- 100 film da salvare: secondo la classifica di una giuria internazionale, A. Mondadori, Milano, 1978
- Dizionario universale del cinema. I. I film, Editori riuniti, Roma, 1984-1985
- Dizionario universale del cinema. II. Tecnica e linguaggio, generi e correnti, istituzioni, autori, Editori riuniti, Roma, 1984-1985
- La più grande fiaba mai raccontata: novant'anni di cinema, La nuova Italia, Scandicci, 1985
- La terza età del cinema, Editori riuniti, Roma, 1985
- Roberto Rossellini, La nuova Italia, Scandicci, 1990
- Dal teatro al cinema: l'Italia in commedia, con Cristina Bragaglia, La nuova Italia, Scandicci, 1991
- Nuovo dizionario universale del cinema. I. I film A-L, con Cristina Bragaglia, Editori riuniti, Roma, 1994
- Nuovo dizionario universale del cinema. II. I film M-Z, con Cristina Bragaglia, Editori riuniti, Roma, 1994
- Lo sguardo inquieto: storia del cinema italiano, 1940-1990, La nuova Italia, Scandicci, 1994
- Dizionario del cinema. Cento grandi attori, Tascabili economici Newton, Roma, 1995
- Dizionario del cinema. Cento grandi film, Tascabili economici Newton, Roma, 1995
- Dizionario del cinema. Cento grandi registi, Tascabili economici Newton, Roma, 1995
- Dizionario del cinema italiano: dagli inizi del secolo a oggi i film che hanno segnato la storia del nostro cinema, con Cristina Bragaglia, Editori riuniti, Roma, 1995
- Nuovo dizionario universale del cinema. I. Gli autori A-K, con Cristina Bragaglia, Editori riuniti, Roma, 1996
- Nuovo dizionario universale del cinema. II. Gli autori L-Z, con Cristina Bragaglia, Editori riuniti, Roma, 1996
- Dizionario del cinema americano: da Griffith a Tarantino tutti i film che hanno fatto la storia di Hollywood, con Cristina Bragaglia, Editori riuniti, Roma, 1996
- Milestones: i trenta film che hanno segnato la storia del cinema, UTET, Torino, 1998
- Che cos'è il cinema: con un dizionario delle tecniche, dei generi e delle teorie, B. Mondadori, Milano, 2002
- Introduzione al cinema: con dizionario delle tecniche, dei generi e del linguaggio, B. Mondadori, Milano, 2002
- Dizionario dei capolavori del cinema, con Cristina Bragaglia, B. Mondadori, Milano, 2004
- Lo specchio: il delirio di un artista, Ist. Editoriali Poligrafici Internazionali, Pisa; Roma, 2004
- L'allusione e la tecnica: le inquietudini di un critico, a cura di Luca Pasquale, Cadmo, Fiesole, 2006

## Curatele, Prefazioni e Postfazioni
- (Curatore) Wilder, Billy, Sunset Boulevard : (Viale del tramonto): sceneggiatura, Bianco e nero, Roma, 19..
- (Curatore) Essenza del film, Edizioni di Il dramma-SET, Torino, 1947
- (Curatore) Grierson, Johncon, Documentario e realtà, Bianco e nero, Roma, 1950
- (Curatore) Lawson, John Howard, Teoria e tecnica della sceneggiatura, Bianco e nero, Roma, 1951
- (Introduzione)  Charensol, Georges, Un maestro del cinema: Réné Clair , F.lli Bocca, Milano, 1955
- (Introduzione)  Annenkov, Jurij Pavlovič, Vestendo le dive, Bocca, Roma, 1955
- (Curatore con Giorgio Moscon) Censura e spettacolo in Italia, La Nuova Italia, Firenze, 1961
- (Curatore) Fantascienza, tuniche e miti nel cinema contemporaneo, ERI, Roma, 1964
- (Prefazione) Lawson, John Howard, Teoria e storia del cinema, Laterza, Bari, 1966
- (Curatore) La controversia Visconti, Edizioni dell'Ateneo e Bizzarri, Roma, 1976
- (Curatore) Lo scandalo Pasolini, Edizioni dell'Ateneo e Bizzarri, Roma, 1976
- (Curatore) Alberto Barbera, Roberto Turigliatto Leggere il cinema, A. Mondadori, Milano, 1978
- (Prefazione) Marlia, Giulio, Cur. Non ci resta che ridere: testimonianze sul cinema comico italiano, Editori del Grifo, Montepulciano, 1988
- (Prefazione) Cendrars, Blaise, Hollywood la mecca del cinema, Lucarini, Roma, 1989
- (Prefazione) Masi, Stefano, La luce nel cinema: introduzione alla storia della fotografia nel film, La lanterna magica, L'Aquila, 1982
- (Curatore) Dietrich, Marlene, Il diavolo è donna: dizionario di buone maniere e di cattivi pensieri ,  Edizioni Oberon, Roma, 1984
- (Prefazione) Pietrangeli, Antonio, Verso il realismo, Il Ponte Vecchio, Cesena, 1994